# Dzmitryj Rėkiš
Dzmitryj Vasilevič Rėkiš (in bielorusso Дзмітрый Васілевіч Рэкіш?; Babrujsk, 14 settembre 1988) è un calciatore bielorusso, centrocampista dell'Irao Tbilisi.

## Carriera

### Club

#### Gli inizi alla Dinamo Minsk e i prestiti
Rėkiš ha iniziato la carriera professionistica con la maglia della Dinamo Minsk. Ha esordito in squadra nel 2006 e ha fatto parte della rosa anche nella stagione successiva, mentre nel 2008 è stato ceduto in prestito al Savit Mogilev. Rientrato alla Dinamo Minsk, vi è rimasto per un ulteriore biennio. Nel 2011, è stato ceduto nuovamente in prestito, stavolta al Polonia Varsavia, dove non ha giocato neppure un minuto nell'Ekstraklasa. Rientrato alla Dinamo Minsk, non è stato impiegato in campionato fino alla scadenza del suo contratto, al termine del campionato 2011.

#### Tarpeda Žodzina
Lasciata la Dinamo Minsk, Rėkiš è passato alla Tarpeda Žodzina. Ha disputato il primo incontro con questa maglia in data 31 marzo 2012, schierato titolare nella sconfitta casalinga per 0-1 contro il Naftan. Ha totalizzato 15 presenze nella Vyšėjšaja Liha 2012, senza segnare alcuna rete. La Tarpeda Žodzina si è classificata all'ultimo posto, venendo così costretta allo spareggio per mantenere un posto nella massima divisione bielorussa contro l'Haradzeja, poi vinto.

#### Neman e la parentesi al Třinec
Nel 2013, si è trasferito al Neman. Il debutto in squadra è datato 31 marzo, impiegato da titolare nella vittoria casalinga per 2-0 sullo Slavia-Mozyr. Il 7 aprile ha realizzato l'unica rete stagionale in campionato, nel pareggio per 2-2 in casa del Belshina.
Sempre nel corso dello stesso anno, è passato ai cechi del Třinec, formazione militante nella Druhá liga, secondo livello del campionato locale. Ha esordito con questa casacca il 13 ottobre, sostituendo Martin Motycka nella sconfitta per 2-1 in casa del Karviná. Il 26 ottobre ha siglato l'unica marcatura in campionato, nel pareggio casalingo per 1-1 contro il Táborsko.
Nel 2014 ha fatto ritorno al Neman, tornando a calcare i campi bielorussi dopo qualche mese all'estero. Ha totalizzato 20 presenze e 3 reti nel corso del campionato 2014.

#### Spyris Kaunas
Nel 2015, Rėkiš è stato ingaggiato dallo Spyris Kaunas, formazione lituana neopromossa nell'A Lyga, massima divisione locale. Ha esordito in campionato in data 1º marzo 2015, schierato titolare nella vittoria casalinga per 2-1 sul Klaipėdos Granitas. Il 7 marzo ha realizzato la prima rete in squadra, nel successo esterno per 1-2 sul campo del Šiauliai.

### Nazionale
Tra il 2008 e il 2011, Rėkiš ha totalizzato 27 presenze e 8 reti per la Bielorussia under 21. Ha partecipato anche al campionato europeo di categoria 2011, in cui la Bielorussia si è classificata al terzo posto in ex aequo con la Repubblica Ceca: in virtù delle regole della competizione, Rėkiš ed il resto della squadra hanno ricevuto la medaglia di bronzo, così come i calciatori cechi.